# Brownie Mary
Mary Jane Rathbun, conosciuta come Brownie Mary (Chicago, 22 dicembre 1922 – San Francisco, 10 aprile 1999), è stata un'attivista statunitense che si è dedicata principalmente ai temi della cannabis medica e dell'AIDS fra il 1984 e il 1996.

## Attivismo

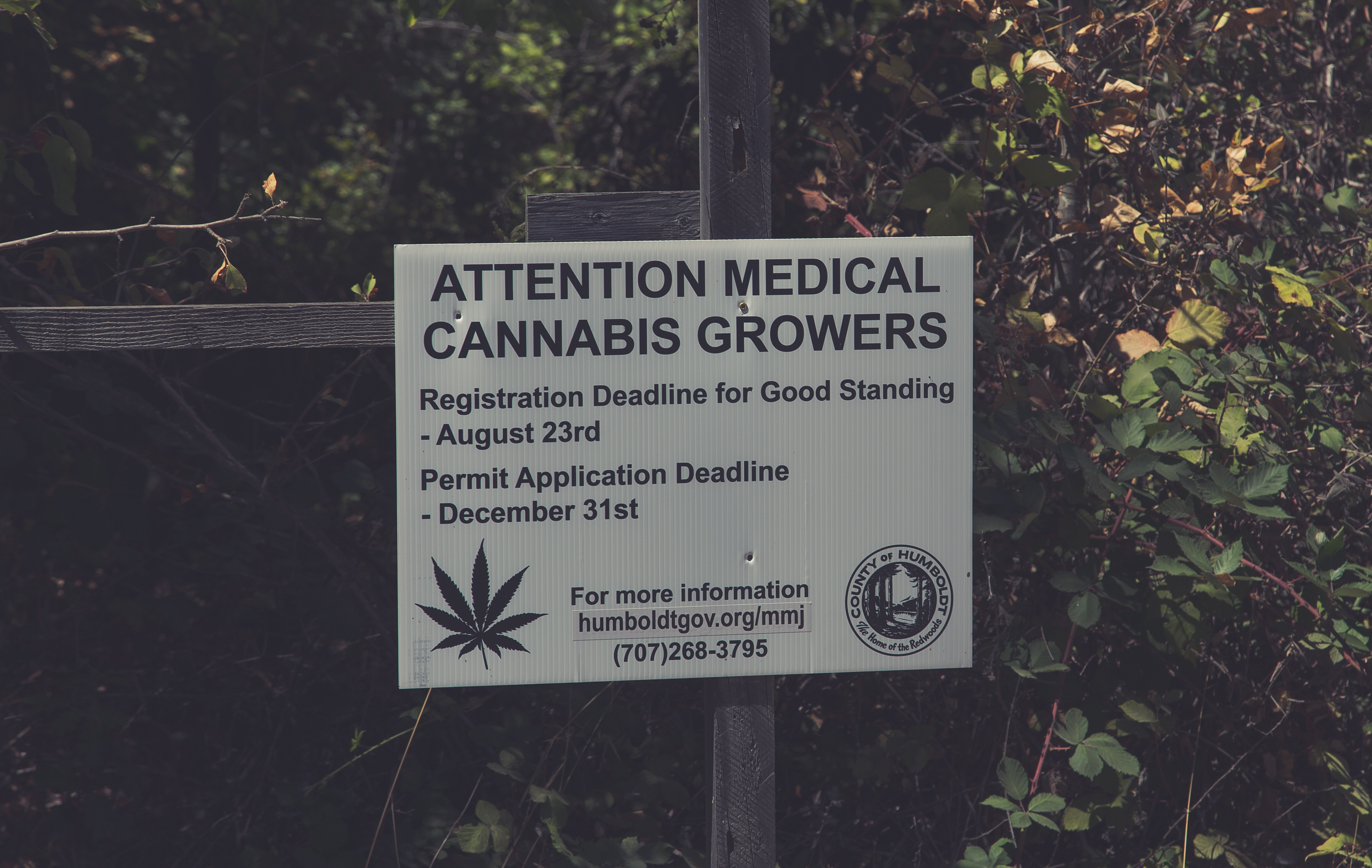
Un cartello sulla registrazione per i coltivatori di cannabis medica a Garberville in California

Brownie Mary, come volontaria al General Hospital di San Francisco, è diventata famosa per la preparazione e la distribuzione di brownies alla cannabis a pazienti affetti da AIDS. Insieme all'attivista Dennis Peron, la Rathbun ha fatto pressioni per la legalizzazione della cannabis per uso medico. Ha anche contribuito alla creazione del San Francisco Cannabis Buyers Club, il primo dispensario di cannabis medica negli Stati Uniti.
La Rathbun è stata arrestata in tre occasioni; ogni arresto ha portato ad una maggiore attenzione dei media locali, nazionali e internazionali sul movimento di cannabis terapeutica Grazie alla sua età e al suo aspetto ha sempre provocato simpatia nell'opinione pubblica e ciò ha minato vari tentativi del procuratore distrettuale di incarcerarla per possesso di droga. La città di San Francisco, alla fine, diede alla Rathbun il permesso di distribuire brownies alla cannabis alle persone con AIDS. I suoi arresti hanno suscitato interesse nella comunità medica e hanno motivato i ricercatori a proporre uno dei primi studi clinici per comprovare gli effetti dei cannabinoidi negli adulti con infezione da HIV.

## Biografia
Brownie Mary è nata a Chicago, nell'Illinois, il 22 dicembre 1922. Sua madre, una cattolica irlandese conservatrice, la chiamò "Mary Jane". È cresciuta a Minneapolis, nel Minnesota, dove ha frequentato la scuola cattolica. All'età di 13 anni fu coinvolta in un alterco con una suora che cercò di inseguirla, ma la Rathbun reagì. Da adolescente ha lasciato la casa materna e si è trasferita, trovando lavoro come cameriera (lavoro che ha proseguito per gran parte della sua vita adulta).
È stata attratta dall'attivismo sociale sin dalla tenera età: ad esempio, viaggiò da Chicago al Wisconsin per il diritto dei minatori a formare sindacati e, alla fine degli anni '40, si dedicò a promuovere il diritto di aborto per le donne a Minneapolis.  Durante la seconda guerra mondiale, si trasferì a San Francisco, in California, dove incontrò un uomo al ballo della United Service Organization (USO). Si sposarono, ma presto divorziarono. Dal matrimonio nacque una figlia, Peggy, nel 1955.  Successivamente si trasferì a Reno, in Nevada, ma dopo che Peggy fu uccisa da un guidatore ubriaco in un incidente d'auto nei primi anni '70, la Rathbun tornò a San Francisco.
Nel 1974 incontrò per la prima volta l'attivista Dennis Peron, presso il Cafe Flore nel quartiere Castro. Mentre lavorava come cameriera alla International House of Pancakes, guadagnava soldi extra vendendo brownies alla cannabis. Nel frattempo, Peron vendeva i suoi brownies anche nel supermercato di sua proprietà, il Big Top in Castro Street.
Aveva 57 anni quando fu arrestata per la prima volta e fu da quel momento che i media iniziarono a chiamarla "Brownie Mary". La Rathbun si dichiarò colpevole di nove reati per possesso di marijuana e ricevette una condanna a tre anni di libertà vigilata. Il giudice la condannò anche a 500 ore di servizio alla comunità. La Rathbun iniziò quindi a lavorare con il Progetto Shanti, un gruppo di supporto per le persone con HIV / AIDS.
Si rese presto conto che la cannabis li aiutava con la sindrome da deperimento e che questo sistema funzionava, sempre secondo la sua opinione, anche per i malati di cancro. La gente iniziò, quindi, a donarle cannabis con cui lei sfornava centinaia di brownies da distribuire gratuitamente ai malati. L'assegno mensile di 650 $ che recepiva dalla comunità la aiutò, al principio, ad acquistare le forniture per la cottura dei dolci.
Il 7 dicembre 1982 fu arrestata nuovamente per possesso di droga e violazione della libertà vigilata mentre stava portando una borsa di brownies a un amico malato di cancro. Il procuratore distrettuale lasciò cadere le accuse.
A partire dal 1984, la Rathbun iniziò l'attività di volontariato settimanale nel reparto AIDS (Reparto 86) presso il General Hospital di San Francisco. Nel 1986 venne premiata dallo stesso reparto come "Volontaria dell'anno". L'autrice Carol Pogash descrisse il suo lavoro di volontariato nel libro As Real As It Gets: The Life of a Hospital at the Center of the AIDS Epidemic (1992).
La Rathbun ha contribuito al lavoro sulla "Proposta P", per rendere disponibile la cannabis a scopi medicinali a San Francisco e proteggere i medici dalle sanzioni per la sua prescrizione. La Proposta P è stata approvata con il 79% degli elettori a favore il 5 novembre 1991.
Brownie Mary fu arrestata per la terza volta a Cazadero, in California, il 19 luglio 1992, mentre versava cannabis nella pastella dei brownie a casa di un coltivatore. È stata accusata del possesso di 2,5 libbre (1,1 kg) di cannabis e rilasciata su cauzione. L'ufficio del procuratore distrettuale della contea di Sonoma ha tentato di perseguirla con il processo People v. Rathbun, portando il suo caso ad una copertura mediatica internazionale. La Rathbun si è dichiarata non colpevole di due accuse per possesso di marijuana ed è stata poi assolta dalle accuse. L'avvocato Norman Elliott Kent fa notare che la difesa legale della Rathbun si basava sulle necessità mediche, la stessa difesa usata da Robert Randall nel caso United States v. Randall (1976). Secondo Kent, la Rathbun "è stata in grado di testimoniare che le sue consegne sono state fatte per aiutare dei bisognosi e non per avidità individuale".
Nell'agosto 1992 la Rathbun ha fornito la sua testimonianza sulla cannabis terapeutica in un'audizione tenuta dal Consiglio delle autorità di vigilanza di San Francisco. Il Consiglio approvò quindi una risoluzione che rese bassa la priorità di arresto o azioni penali sulle persone in possesso di cannabis medica o nell'atto di coltivarla. Il Consiglio, inoltre, riconobbe il lavoro di volontariato della Rathbun presso l'ospedale dichiarando il 25 agosto "Brownie Mary Day".
Nel settembre 1992 la Rathbun si unì ad ACT UP / DC in una protesta a Washington contro le politiche sulla cannabis medica dell'amministrazione George H. W. Bush.
Sempre nel 1992 la Rathbun aiutò Peron ad aprire il San Francisco Cannabis Buyers Club, il primo dispensario di cannabis terapeutica negli Stati Uniti.
Nel 1996, lei e Peron promossero una campagna per conto della California Proposition 215, un'iniziativa elettorale che avrebbe permesso ai pazienti in tutto lo stato di possedere e coltivare cannabis per uso medico personale, con la raccomandazione di un medico. L'iniziativa è passata con più del 55% di voti a favore; da allora altri stati hanno approvato una legislazione simile.
Nel 1997 è stata onorata con il titolo di Grand Marshal alla Gay Pride Parade di San Francisco, insieme a Dennis Peron.
La Rathbun soffriva di broncopneumopatia cronica ostruttiva e osteoartrite, dalle quali si "auto-curava" con gli stessi brownie che offriva agli altri malati. È sopravvissuta al cancro del colon ed era costretta a camminare con ginocchia artificiali. Ha affermato che i brownies alla cannabis le hanno permesso di camminare e l'hanno aiutata con la sua gotta.
A partire dalla primavera del 1996 la Rathbun non è stata più in grado di cuocere i suoi famosi dolci, ha iniziato a perdere peso e ha detto all'amico Peron di considerare possibile il fatto di accompagnarla in Michigan per un suicidio assistito dal medico Jack Kevorkian.
Dopo aver subito una caduta nell'agosto 1998, la Rathbun è stata ricoverata al Mount Zion Hospital per un intervento chirurgico al collo e alla colonna vertebrale.
È morta di infarto all'età di 76 anni il 10 aprile 1999. Il 17 aprile più di 300 persone, tra cui la sua amica e procuratrice distrettuale Terence Hallinan, hanno partecipato a una veglia a lume di candela in suo onore, a Castro. La Hallinan ha dichiarato alla folla che era un'eroina e che "un giorno sarà ricordata come la Florence Nightingale del movimento per la marijuana medica".